# Trichloroacétonitrile
Le trichloroacétonitrile est un composé organique de formule CCl3CN.  C'est un liquide incolore, même si les échantillons commerciaux sont souvent marronâtres. 

## Propriétés[1]
Le trichloroacétonitrile est un liquide combustible, modérément soluble dans l'eau. Il est plus lourd que l'eau et très volatil. Il se décompose lorsqu'il est chauffé, notamment en chlorure d'hydrogène, oxydes d'azote et cyanure d'hydrogène.

## Synthèse
Le trichloroacétonitrile est préparé par déshydratation du trichloroacétamide

## Utilisations
Il est utilisé commercialement comme précurseur de l'étridiazole, un fongicide. 
En recherche académique, le trichloroacétonitrile est utilisé comme réactif dans le réarrangement d'Overman qui convertit les alcools allyliques en amines allylique,,.